# 上之保村立明ヶ島小学校
上之保村立明ケ島小学校 （かみのほそんりつ みょうがしましょうがっこう）は、かつて岐阜県武儀郡上之保村（現・関市）に存在した公立小学校。

## 概要
- 旧・武儀郡上之保村の北部（明ヶ島など）が校区であった。
- 1967年、船山小学校とともに宮川小学校[注釈 1]に統合され、廃校。
- 廃校後、校舎は1968年まで上之保小学校明ケ島分校として使用された。跡地は上之保明ケ島運動公園となっている。

## 沿革
- 1874年（明治7年）11月 - 上之保村明ケ島に明ケ島小学校が開校。
- 1883年（明治16年） - 宮脇小学校に統合される。
- 1884年（明治17年） - 宮脇小学校明ケ島分教場を設置。
- 1886年（明治19年） - 明ケ島簡易小学校として分立。
- 1888年（明治21年） - 新築移転。
- 1893年（明治26年） - 明ケ島尋常小学校に改称する。
- 1900年（明治33年） - 校舎を改修。
- 1908年（明治41年） - 宮川尋常小学校に統合される。同時に宮川尋常小学校は上之保第一尋常小学校に改称する。明ケ島分教場を設置。
- 1909年（明治42年）
  - 5月1日 - 近隣の民家の火災の類焼により、校舎を全焼。
  - 10月 - 校舎を新築。
- 1911年（明治44年）9月6日 - 明ケ島尋常小学校として独立する。
- 1937年（昭和12年） - 校舎を改築。
- 1941年（昭和16年）4月1日 - 明ケ島国民学校に改称する。
- 1947年（昭和22年）4月1日 - 上之保村立明ケ島小学校に改称する。
- 1963年（昭和38年） - 体育館が完成。
- 1967年（昭和42年）3月 - 統合により廃校。上之保小学校明ケ島分校となる。
- 1968年（昭和43年）3月 - 明ケ島分校を廃止。